# HD52628
HD52628 — хімічно пекулярна зоря спектрального класу A2, що має видиму зоряну величину в смузі V приблизно  8,1.
Вона  розташована на відстані близько 921,3 світлових років від Сонця.

## Пекулярний хімічний вміст
Зоряна атмосфера HD52628 має підвищений вміст 
Cr
.